# 欧洲野牛级气垫登陆艇
12322型气垫登陆舰（Малые десантные корабли на воздушной подушке проекта 12322，北约代号：Pomornik-class Large LCAC /欧洲野牛级大型气垫登陆艇）是世界上最大的气垫登陆艇，能用于两栖作战时的登陆运输任务，可对岸边的部队提供火力支持，同时还可运送和布置水雷。

## 运载能力
欧洲野牛级气垫登陆艇有400平米的面积可用装载，自带燃料56吨。其标准排水量480吨，满载排水量555吨，可运载一个全副武装的两栖陆战连，搭载选择包括：
- 3辆主战坦克（總重150噸），
- 8辆兩棲坦克（总重150吨），
- 10辆裝甲車+140名士兵（總重131噸），
- 8輛裝甲運兵車+140名士兵（總重115噸），
- 500名武装士兵（其中艙內360人)。

欧洲野牛级气垫登陆艇是针对在黑海的气候下设计的，只能在4级海況，浪高2米、风速12米/秒的情况下行驶。
滿載能行駛坡度為5度的海岸，空載能越過1.6公尺的牆壁。野牛氣墊船和其他气垫船一样，容易受海况影响，只能在浪高小于一米的情况下全速行驶，当浪高达到1.5米速度会降至38节以下，浪高2米以上时，就會出現嚴重失速的情況，中国国家海洋局公布南海全年2米以下浪高时间为220天。

## 武器
因为船体巨大，欧洲野牛级配备的火力大大高于其他气垫登陆艇。装备有箭-3M或箭-2M防空导弹系统，2门30毫米AK-630火炮，2套22管MC-227型140毫米非制导弹药发射装置，以及20到80枚水雷。

## 特点
欧洲野牛级和其他气垫登陆艇一样，能登陆世界70%的海岸线，远高于传统船式登陆艇的15%，且速度要快得多。同时其作为一种大型登陆艇，与其他中型气垫登陆艇又有诸多不同：
- 尺寸远大于现今船坞登陆舰和两栖攻击舰的容纳能力，無法依靠任何軍用規格母船搭载，因此只能完全依靠自己的续航力，或使用商用規格的半潛船，如東海島號。
- 较好的抗风浪能力，采用封闭式运输，而一般气垫登陆艇是露天的。
- 武器火力相比其他气垫登陆艇高出许多，強到可以作為支援火力持續存在於近岸。

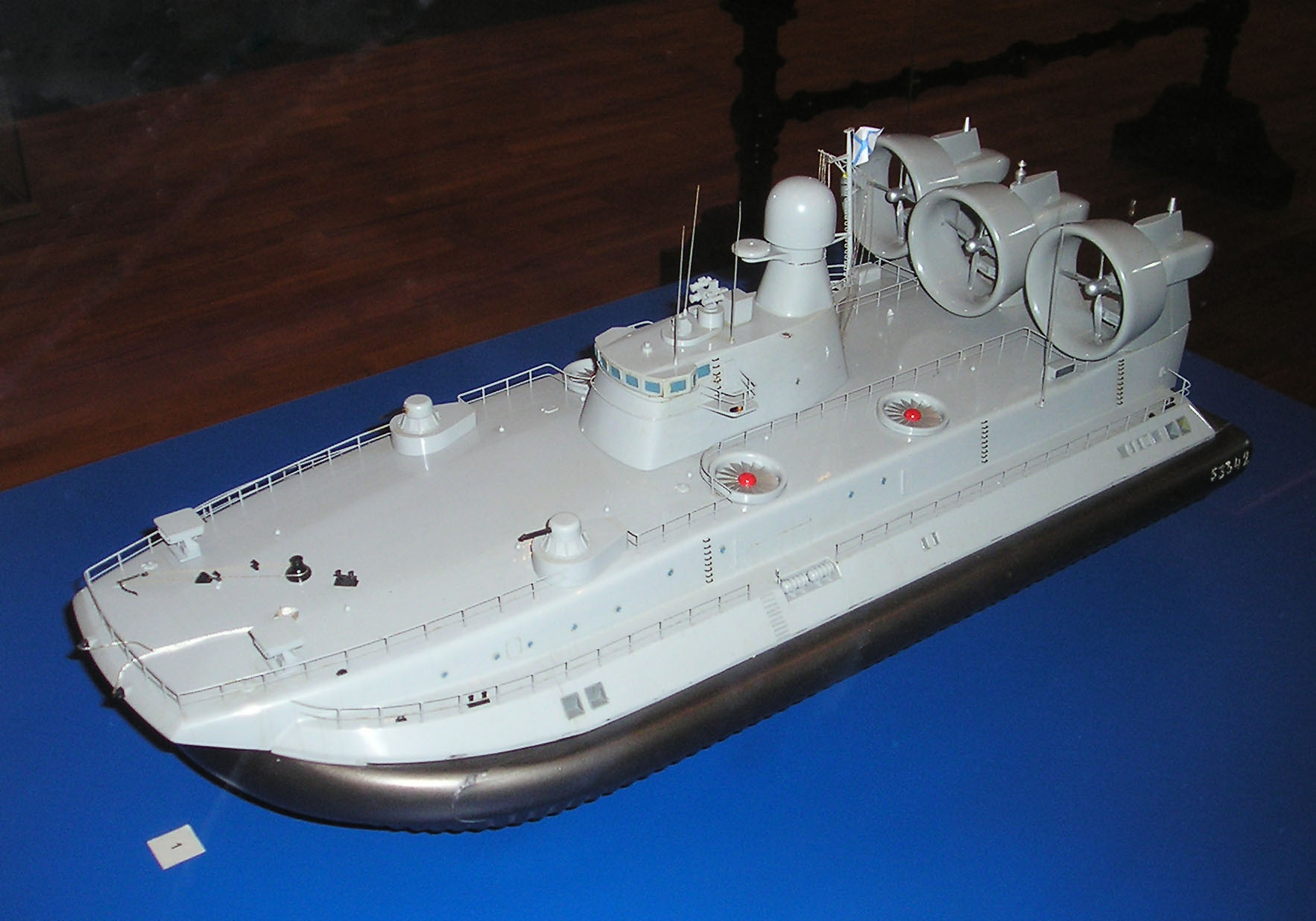
欧洲野牛级的模型

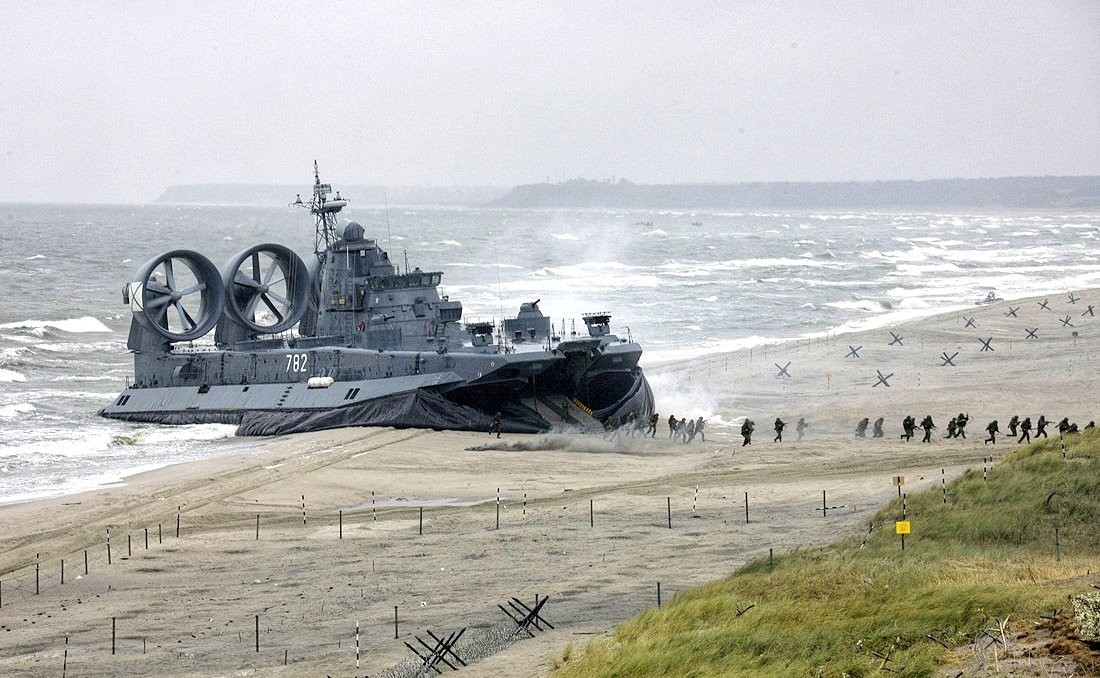
俄罗斯海军的欧洲野牛级在演习中

## 价格
根据美国“战略之页”网站文章：《欧洲野牛级气垫登陆舰已经成为中国军队的秘密武器》的叙述，希腊2001年从乌克兰购买“欧洲野牛”的价格为每艘5,000万美元左右，中国2009年从乌克兰购买的“欧洲野牛”，价格为每艘8,000万美元左右，另包含技術轉移（原合同价值3.15亿美元，包括在乌克兰克里米亚“大海”造船厂生产2艘，然后乌方提供全套技术支持，在中国境内生产另外2艘）。

## 中国728型气垫登陆艇
欧洲野牛级（俄语：Зубр）在苏联时期项目代号为12322。蘇聯解體後，乌克兰为了向中国出口，将原始设计稍作修改并重新命名为美洲野牛级（烏克蘭語：Бізон），项目代号958。
2003年中國即對此船極有興趣，中烏都對這筆訂單十分重視，為了免於俄羅斯的爭執，前後談判了6年的時間，中國除了購買船隻，還順利從烏克蘭取得建造技術，2009年7月2日，中国与乌克兰签订了合同，共花费3.15亿美元订购4艘，其中2艘在乌克兰完成，并由乌克兰向中国提供全部技术资料，之后2艘将在中国境内完成组装，這張大訂單讓船廠可以維持營運五年以上，並付清積欠員工的退休金與薪資。乌克兰制造的第一艘已于2012年进行海试。2013年4月12日中国海军代表在乌克兰费奥多西亚“大海”造船厂接收首艘野牛气垫登陆船。首艘野牛气垫登陆船于2013年4月26日在乌克兰费奥多西亚装船，由“HHL New York”号货运船运往中国。乌克兰媒体报道称，该舰未装武器和主要电子系统，估计将在中国完成最后的安装，或装配中国产武器。2013年5月24日7时22分，搭载中国从乌克兰订购的野牛级大型气垫登陆舰的“HHL New York”号货运船进入了中国领海内广州黄埔港。
《舰船知识》杂志5月刊报道，乌克兰建造的第一艘野牛级气垫登陆船已交付中国海军。2014年3月31日，乌克兰建造的第二艘野牛级气垫登陆船，运抵中国。乌克兰将该艇出口中国后，中国称其为728型气垫登陆艇。
2017年8月，媒体披露，中国军工企业已经克服野牛气垫艇国产化中的技术障碍，除了本來訂購的4艘原裝气垫艇之外，开始批量自行生产國造气垫艇，且造船厂内也出现了批量型野牛气垫艇的身影。
2023年5月，媒体曝光：舷号3260的新国产“野牛”气垫艇入列东部战区海军部队。